# ОШ „Богосав Јанковић” Кремна
Основна школа „Богосав Јанковић” у Крeмнима, на територији града Ужица, основана је 1887. године.

## Историја школе
Залагањем председника Општинског одбора у Кремнима, Обрена Тарабића, заједно са Танасијем Спасићем и Обреном Чулићем, 1881. године иницијативу да се у селу изгради школа, на шта је Окружно начелство у Ужицу дало сагласност, а Министарство просвете одобрило изградњу. Због разних разлога са изградњом школе није се почело одмах, до 1886. године када је Општински одбор предложио Министарству просвете да се школа привремено отвори у згради новоизграђене Општинске суднице, што је Министарство одобрило 1887. године. Школа је почела са радом школске 1887/88. године и први учитељ био је Ристо Јањушевић.
Креманци су тек 1932. године добили нову школску зграду и у њој се настава одвијала све до 1957. године, када је изграђена нова. У овим зградама се и данас изводи настава и оне захватају површину од око 1.500m². Школа од 1965. године носи име првоборца из овог села Богосава Јанковића (1921—1943), борца Друге пролетерске ударне бригаде, погинулог у бици на Сутјесци. Ученици су распоређени у двадесетак одељења и у осталим издвојеним одељењима и то: Мокра Гора (осморазредна), Биоска (осморазредна), Кесеровина (четвороразредна) , док одељења Врутци, Шарган Витаси и Котроман не раде. Поред тога, школа има и полазникe припремног предшколског програма у матичној школи у Кремнима, у ИО Мокра Гора, ИО Биоска и у ИО Кесеровина.

## Школска зграда
Школа је модeрна двоспратна грађевина, која има једну учионицу за предшколску групу, четири учионице за ученике од првог до четвртог разреда и шест учионица за кабинетску наставу. Дворишни део школе је асфалтиран, као и школско игралиште, а изнад и испод дворишта се налази воћњак који захвата површину од око 3 хектара.